# Крупка (Березинський район)
Крупка (біл. вёска Крупка) — село в складі Березинського району Мінської області, Білорусь. Село підпорядковане Богушевицькій сільській раді, розташоване в східній частині області.